# Chloropoea occidentalis
Chloropoea occidentalis är en fjärilsart som beskrevs av Aurivillius 1912. Chloropoea occidentalis ingår i släktet Chloropoea och familjen praktfjärilar. Inga underarter finns listade i Catalogue of Life.